# إيفون دي براي
إيفون دي براي (بالفرنسية: Yvonne de Bray) هي ممثلة فرنسية، ولدت في 12 مايو 1887 في الدائرة التاسعة في باريس في فرنسا، وتوفيت في 1 فبراير 1954 في الدائرة الثامنة في باريس في فرنسا.

## وصلات خارجية
- إيفون دي براي على موقع IMDb (الإنجليزية)
- إيفون دي براي على موقع ألو سيني (الفرنسية)
- إيفون دي براي على موقع أول موفي (الإنجليزية)
- إيفون دي براي على موقع قاعدة بيانات الأفلام السويدية (السويدية)
- إيفون دي براي على موقع قاعدة بيانات الفيلم (الإنجليزية)
- إيفون دي براي على موقع كينوبويسك (الروسية)